# Улус-Кертское сельское поселение
Улус-Кертское се́льское поселе́ние — муниципальное образование в Шатойском районе Чеченской Республики Российской Федерации.
Административный центр — село Улус-Керт.

## География
Находится на юге республики в Аргунском ущелье

## Население
| 2010 | 2012 | 2013 | 2014 | 2015 | 2016 | 2017 |
| ---- | ---- | ---- | ---- | ---- | ---- | ---- |
| 645  | ↗667 | ↗690 | ↗691 | ↗703 | ↗716 | ↗739 |
| 2018 | 2019 | 2020 | 2021 | 2023 | 2024 |      |
| ↗751 | ↗764 | ↗780 | ↗837 | ↗864 | ↗879 |      |

## Состав сельского поселения
| № | Населённый пункт | Тип населённого пункта       | Население |
| - | ---------------- | ---------------------------- | --------- |
| 1 | Улус-Керт        | село, административный центр | ↗879      |